# La Houblonnière
La Houblonnière ist eine französische Gemeinde mit 325 Einwohnern (Stand 1. Januar 2022) im Département Calvados in der Region Normandie. Sie gehört zum Kanton Mézidon Vallée d’Auge und zum Arrondissement Lisieux. 
Nachbargemeinden sind Cambremer im Nordwesten, Saint-Ouen-le-Pin und Le Pré-d’Auge im Norden, La Boissière im Nordosten, Les Monceaux im Südosten, Lécaude im Süden und Mézidon Vallée d’Auge mit Monteille im Südwesten.

## Sehenswürdigkeiten
- Schloss von La Houblonnière, seit 1927 Monument historique
- Kirche L’Assomption-de-Notre-Dame (Mariä Himmelfahrt), seit 1948 Monument historique

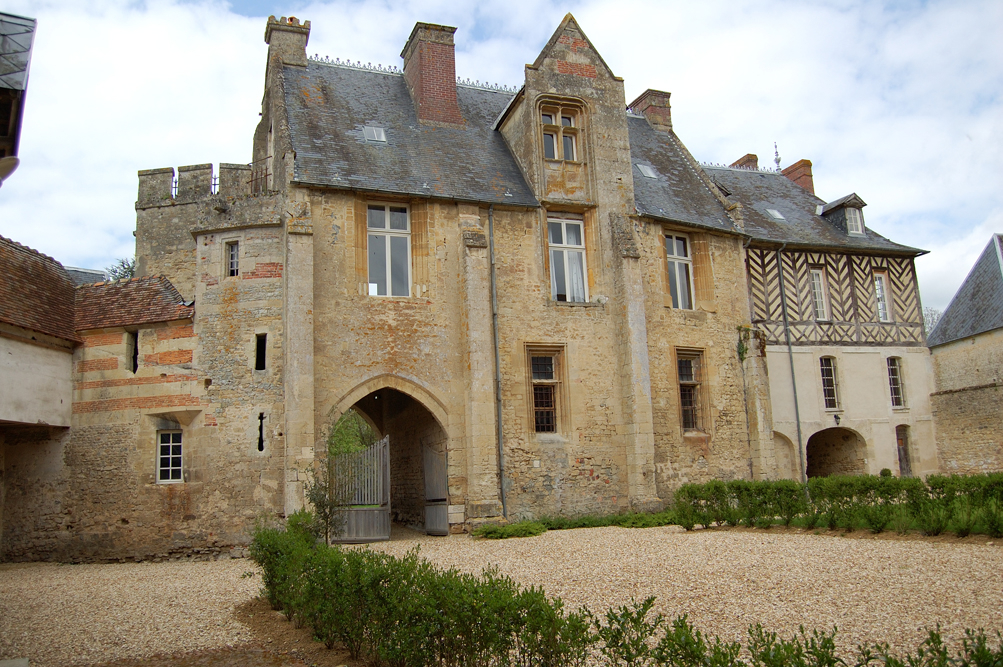
Schloss von La Houblonnière
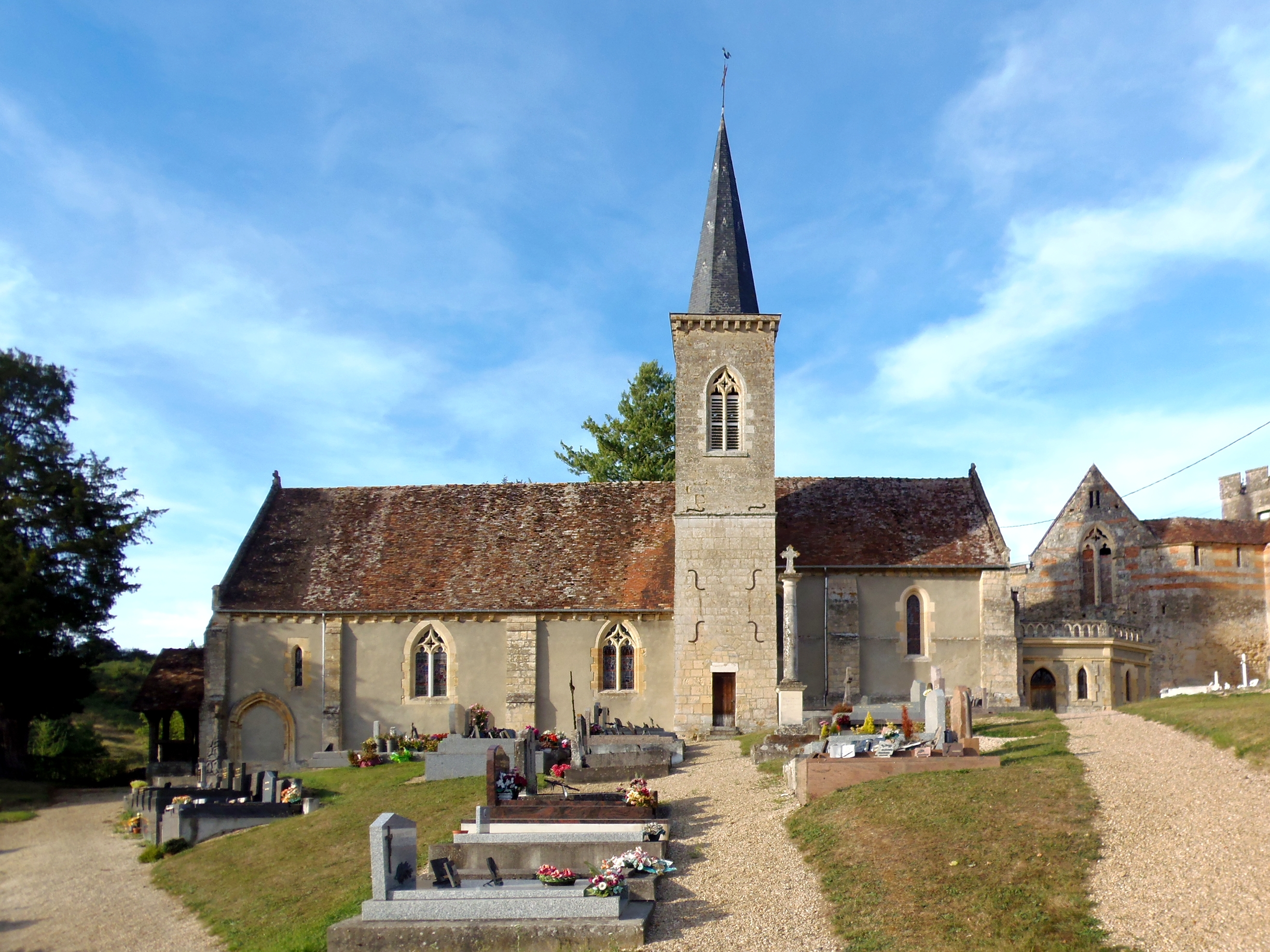
Kirche Mariä Himmelfahrt

## Bevölkerungsentwicklung
| Jahr      | 1962 | 1968 | 1975 | 1982 | 1990 | 1999 | 2008 | 2015 |
| --------- | ---- | ---- | ---- | ---- | ---- | ---- | ---- | ---- |
| Einwohner | 184  | 141  | 144  | 155  | 211  | 234  | 317  | 327  |